# Alonso de Egea
Alonso de Egea, también llamado Alonso de Córdoba, (Ejea de los Caballeros, Zaragoza, España, alrededor de 1360-Cantillana, Sevilla, 1417)  fue un clérigo español que recibió los nombramientos de Obispo de Ávila, Obispo de Zamora, Patriarca Latino de Constantinopla, administrador apostólico  perpetuo y Arzobispo de Sevilla.
Fue un fiel aliado del Papa Benedicto XIII, conocido como Papa Luna, asistió a las negociaciones que tuvieron lugar en el Concilio de Perpiñán para intentar solucionar el cisma que se había producido en la iglesia católica entre Aviñón y Roma. 
En mayo del año 1410 participó en la toma de Antequera a los musulmanes, acompañando al infante Don Fernando, dividió la ciudad en parroquias y la administró desde el punto de vista religioso hasta la toma de Málaga por las tropas cristianas.
Falleció a mediados del año 1417 cuando contaba 57 años, está enterrado en la Capilla de San Laureano de la Catedral de Sevilla. En su sepulcro puede leerse la siguiente inscripción: Aquí yace el reverendísimo señor Don Alonso de Egea, patriarca de Constantinopla, y administrador perpetuo de la iglesia de Sevilla. Finó miércoles víspera del Corpus Christi a 9 de junio de 1417.
| Predecesor: Alfonso III              | Obispo de Zamora 1386 – 1395     | Sucesor: Juan III                 |
| Predecesor: Diego de los Roeles      | Obispo de Ávila 1395 - 1403      | Sucesor: Juan Ramírez de Guzmán   |
| Predecesor: Pedro de Luna y Albornoz | Arzobispo de Sevilla 1403 – 1417 | Sucesor: Diego de Anaya Maldonado |